# Quartier de Rochechouart

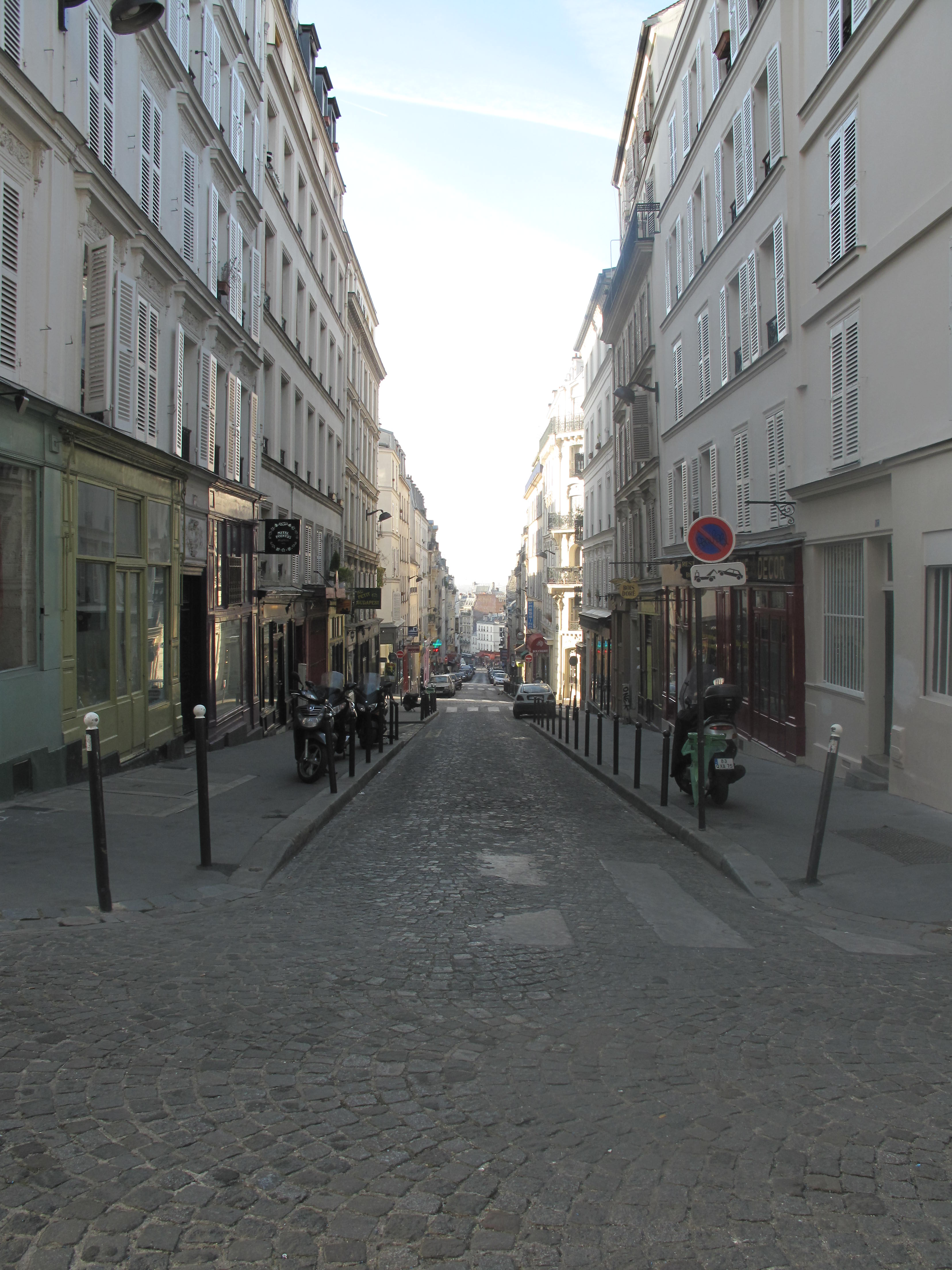
Rue des Martyrs

Quartier de Rochechouart (čtvrť Rochechouart) je 36. administrativní čtvrť v Paříži, která je součástí 9. městského obvodu. Má rozlohu 50,1 ha a ohraničují ji ulice Rue Lamartine a Rue de Montholon na jihu, Rue des Martyrs na západě, Boulevard de Rochechouart na severu a Rue du Faubourg-Poissonnière na východě.
Čtvrť nese název podle ulice Rue de Rochechouart, která prochází jejím středem a stejnojmenného bulváru, který tvoří její severní hranici. Tyto ulice jsou pojmenovány podle abatyše Marguerite de Rochechouart Montpipeau (1665–1727).

## Vývoj počtu obyvatel
| Rok sčítání | Počet obyvatel | Hustota zalidnění (ob./km²) |
| ----------- | -------------- | --------------------------- |
| 1954        | 36 925         | 73 703                      |
| 1962        | 34 884         | 69 629                      |
| 1968        | 31 186         | 62 248                      |
| 1975        | 26 845         | 53 583                      |
| 1982        | 25 264         | 50 427                      |
| 1990        | 22 383         | 44 677                      |
| 1999        | 22 212         | 44 335                      |